# Kapiri Mposhi
Kapiri Mposhi je město ve stejnojmenném distriktu v Centrální provincii v Zambii. Leží na Great North Road severně od Lusaky.

## Geografie
Město leží ve středu země v nadmořské výšce 1250 m n. m. na hranici s provincií Copperbelt. Distrikt Kapiri Mposhi sousedí s distrikty Chibombo, Chisamba, Kabwe, Luano, Masaiti, Mkushi, Mpongwe a Ngabwe.

## Ekonomika
Většina obchodů v Kapiri Mposhi je situována podél hlavní silnice. Mezi těmito službami je například pekařství, banka Barclays, maloobchod Pep nebo prodejna zemědělského vybavení.

## Obyvatelstvo
V roce 2010 žilo ve městě Kapiri Mposhi 14 792 obyvatel.

## Doprava
Město Kapiri Mposhi disponuje dvěma železničními stanicemi; stanice trati TAZARA, která Kapiri Mposhi spojuje s městem Dar-es-Salaam, a stanice Zambijských drah, která město spojuje s Lusakou a Livingstonem. Stanice trati TAZARA je značně větší a modernější než stanice Zambijských drah.
Severně od města se nachází důležité křížení silnice, která vede na severovýchod k hranici s Tanzanií do Mkushi a Serene, se silnicí vedoucí na severozápad do Copperbeltu. Toto, spolu s železničním spojením, činí město Kapiri Mposhi důležitým dopravním uzlem.

## Zdravotnictví
Procentuální počet nakažených virem HIV je v Kapiri Mposhi dvojnásobně větší než ten celostátní.

## Slavní rodáci
- Janny Sikazwe, mezinárodní fotbalový rozhodčí FIFA

## Galerie

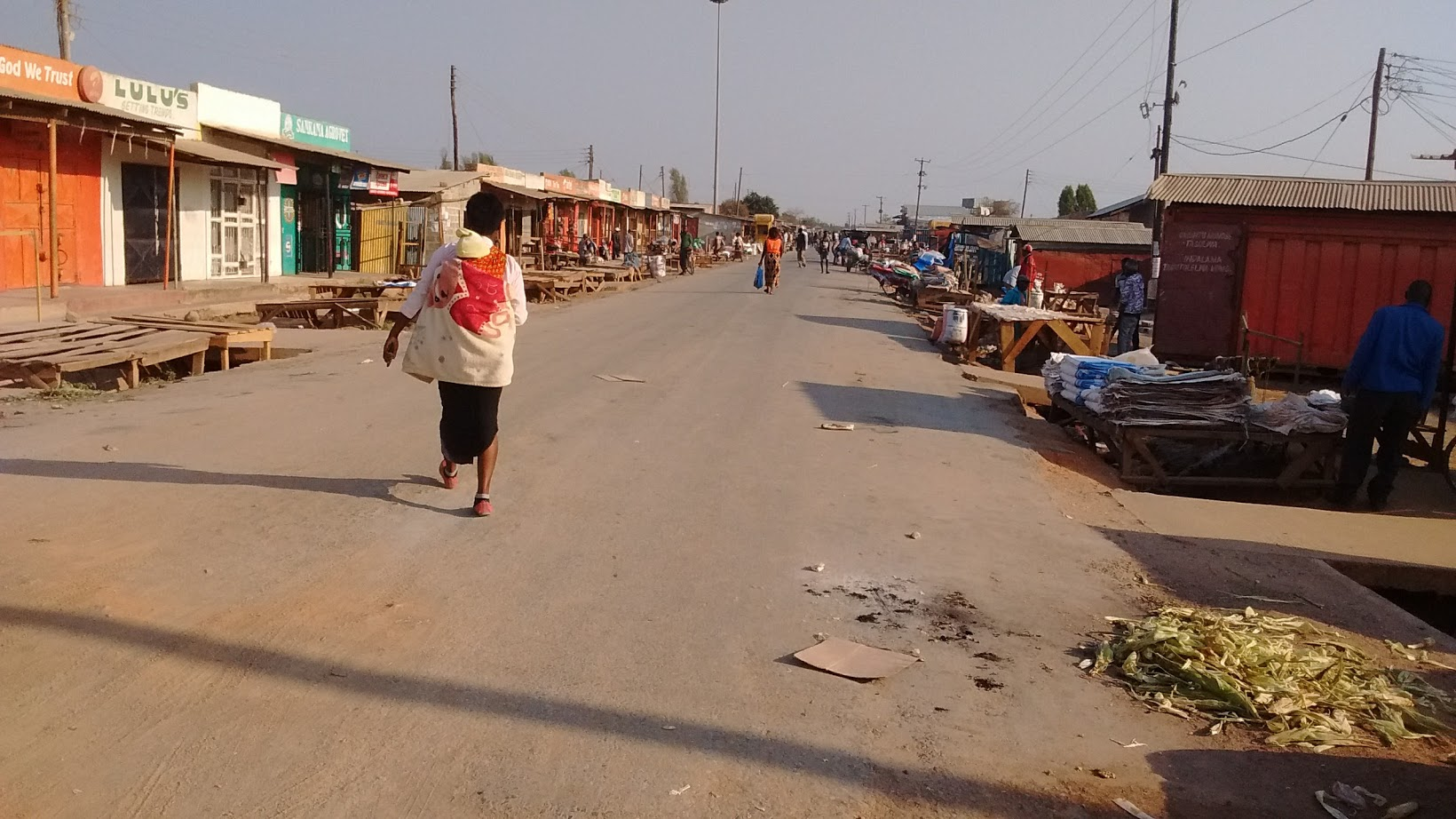
obchodní ulice
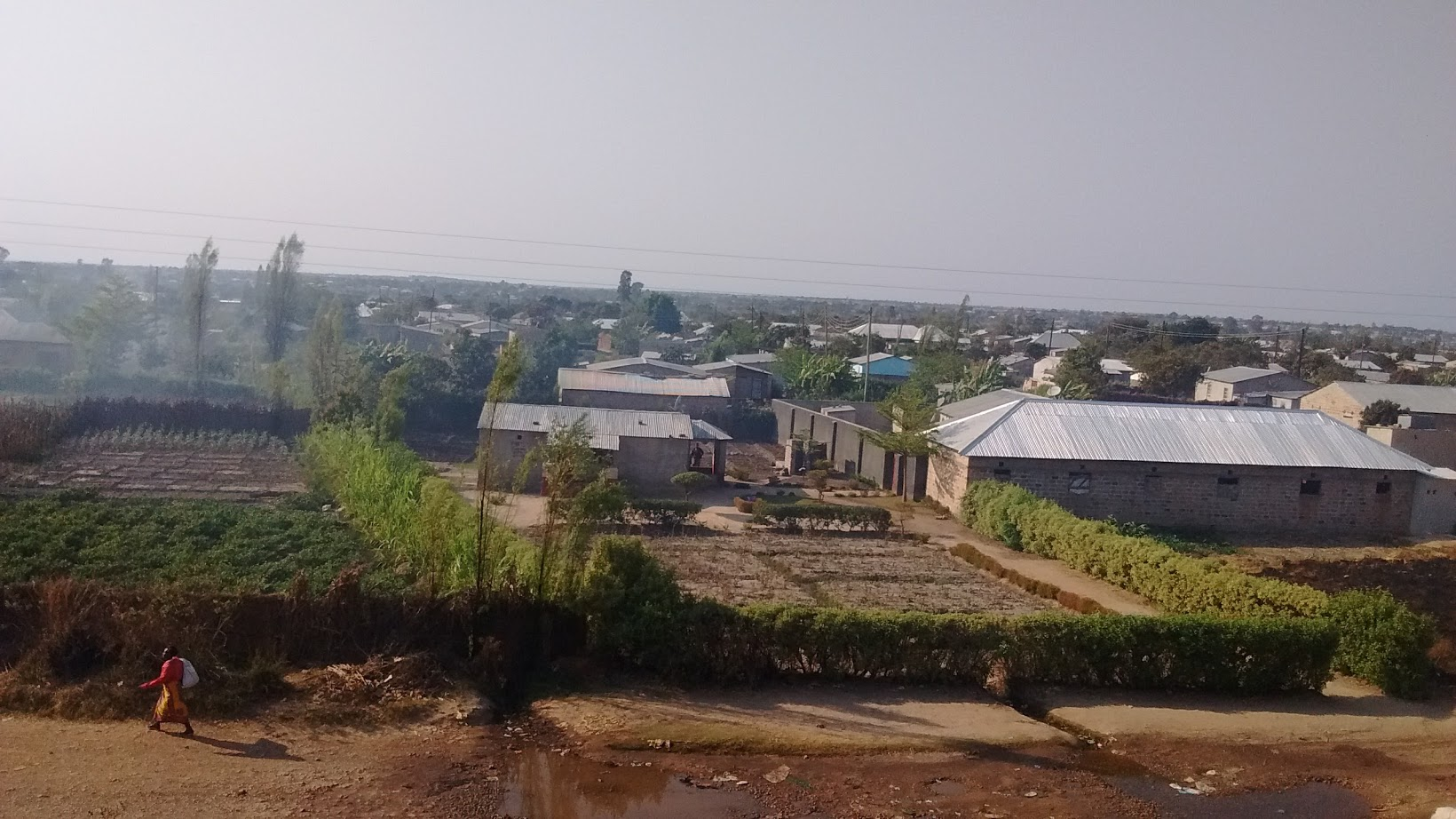
pohled na město ze železnice
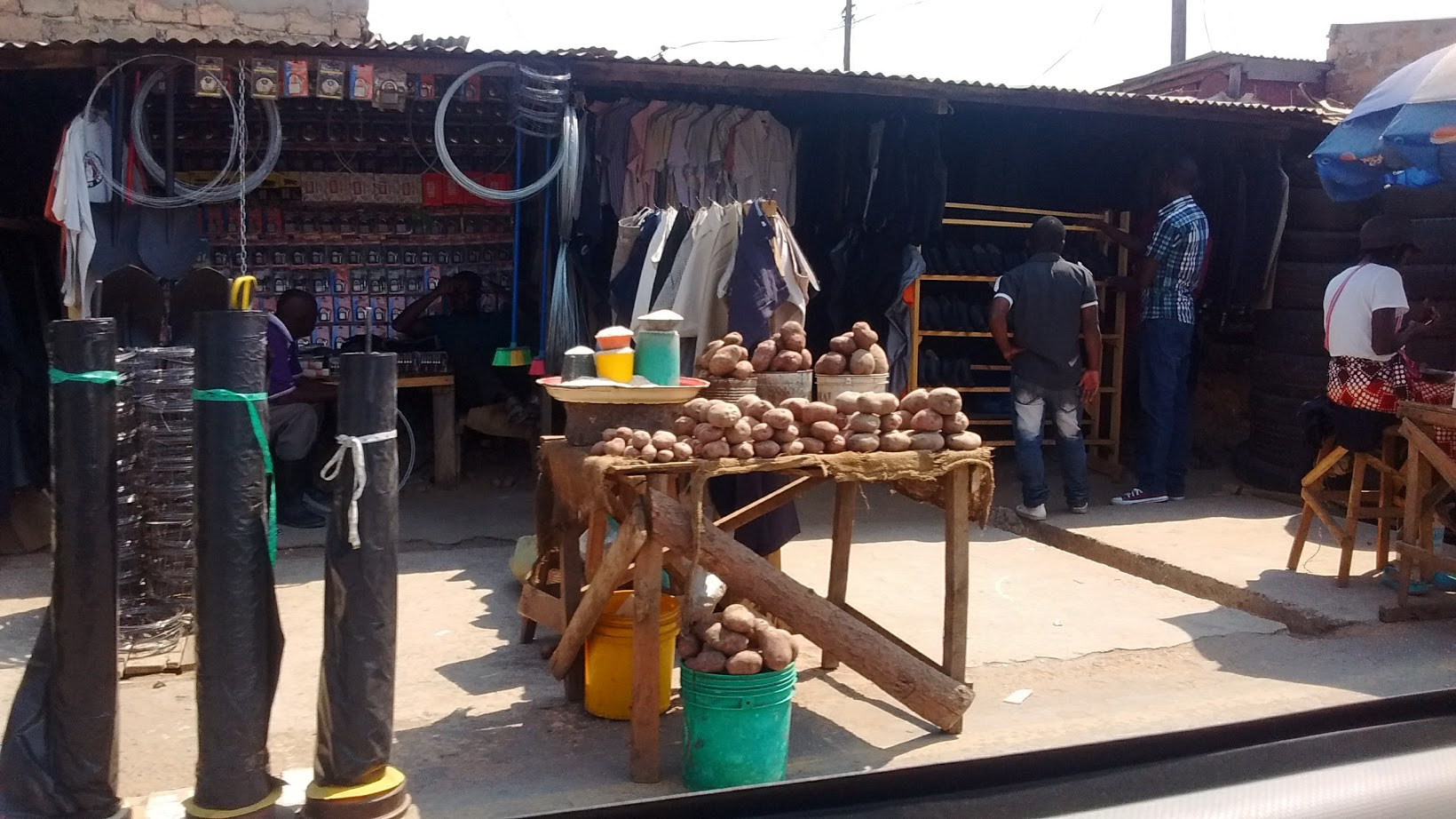
trh ve městě